# Michele Maccagno
Michele Maccagno (Tortona, 14 aprile 1974) è un attore italiano.

## Biografia
Nato a Tortona, all'età di 20 anni, si trasferisce a Milano per laurearsi in Architettura presso il Politecnico di Milano. Parallelamente coltiva la sua passione per il palcoscenico presso il Teatro della Contraddizione di Milano. Nel 1996 viene ammesso alla Scuola d'arte drammatica Paolo Grassi dove consegue il diploma in recitazione nel 2000. Durante gli anni della formazione segue il lavoro di Kuniaki Ida, Renata Molinari, Danio Manfredini, Marco Baliani Giampiero Solari, Massimo Navone, Jurij Alschitz, Giorgio Pressburger, Maurizio Schmidt, Ambra D'Amico. Successivamente, nel 2003, consegue il diploma come doppiatore presso il CTA di Milano.
Nel 2001 viene scelto dal regista Giorgio Marini per il Musical Lady in the Dark di Kurt Weill prodotto dal Teatro Massimo di Palermo e dal Teatro dell'Opera di Roma.. Sempre nello stesso anno è Kuligin nelle Tre Sorelle di Anton Čechov per la regia di Carmelo Rifici. Tra il 2002 e il 2004 inizia una collaborazione col Teatro degli Incamminati di Milano: Claudio Longhi lo sceglie per Cos'è l'amore e per La pestedi Albert Camus. Nel 2005 Carmelo Rifici lo richiama per interpretare il Marchese Lelio ne La tardi ravveduta di Giuseppe Giacosa presso il Teatro Litta di Milano e sempre nello stesso anno prende parte ad un lavoro propedeutico allo spettacolo Il convitato di Pietra di Aleksandr Puskin diretto da Piotr Fomenko presso il Teatro Metastasio di Prato, dove nel 2006 viene scelto dal regista José Sinisterra per la parte di Andrej Mitric Klecs in Bassifondi di Maksim Gor'ki.
Nel 2006 prende parte al corso di perfezionamento per attori del Centro Teatrale di Santa Cristina diretto da Luca Ronconi, col quale inizia una lunga e proficua collaborazione interpretando nel 2006 Jaques Riviere in La mente sola di Emanuele Trevi; nel 2007 in Fahrenheit 451di Ray Bradbury; nella stagione 2007/2008 Tiresia ne L'antro delle ninfedi Porfirio e Laerte in Itaca di Botho Strauss; nel 2008 prende parte alla realizzazione di Lezioni da Henrik Ibsen presentato al Festival di Spoleto, e, nel 2012, è Paulus Snyder in Santa Giovanna dei Macelli di Bertolt Brecht presso il Piccolo Teatro di Milano. Nel 2008 è Riccardo III nella tragedia omonima di William Shakespeare per il teatro Lauro Rossi di Macerata, mentre l'anno successivo è di nuovo al Piccolo Teatro di Milano per I pretendenti di Jean Luc Lagarce, spettacolo che vince il Premio ETI Olimpici del Teatro.
Nel 2009 Antonio Tarantino scrive il testo Gramsci a Turi tratto dalle Lettere dal Carcere di Antonio Gramsci, nel quale Maccagno interpreta la parte del protagonista sotto la regia di Daniele Salvo. Col regista Bruno Fornasari interpreta la parte di Duncan in Love and Money di Dennis Kelly, del Presidente ne Il Suggeritore dello stesso Fornasari e di Hans in Push Up di Roland Schimmelpfennig tutti per il Teatro Filodrammatici di Milano.
Nel 2015 inizia un percorso di ricerca interpretativa con l'aiuto dell'amico regista Gigi Dall'Aglio interpretando il celebre monologo SdisOrè che gli vale il Premio Franco Enriquez 2017
Col Teatro Stabile del Veneto prende parte a diversi spettacoli: nel 2013/14 ne L'ispettore generale di Gogol diretto da Damiano Michieletto e nel 2015 nei I rusteghi di Carlo Goldoni diretto da Giuseppe Emiliani. Nel 2016/17 interpreta il ruolo di Cassio nel riallestimento italiano del Giulio Cesare di William Shakespeare diretto dal regista catalano Alex Rigola. Successivamente, nel 2017/18 prende parte allo spettacolo del Piccolo Teatro Freud o l'interpretazione dei sognidi Stefano Massini per il ruolo di Solomon. Con il monologo Eracle Odiatore di Fabrizio Sinisi debutta al Festival di Castrovillari e in prima Nazionale al Festival di Asti 2018.
Nel 2019 recita da protagonista in Zio Vanja di Alex Rigola prodotto dal Teatro stabile del Veneto.
Sempre nello stesso anno, in occasione del centenario di Fausto Coppi, è protagonista di L'affollata solitudine del campione, prodotto dal Teatro Stabile di Torino.
Nel 2020 debutta presso il Teatro Stabile del Veneto il monologo L'uomo che ride scritto da Dario Merlini.
Nel cinema esordisce con Ripopolare la reggia diretto da Peter Greenaway, e successivamente ne Il vangelo secondo Precario diretto da Stefano Obino. Interpreta diversi cortometraggi tra cui Extra di Paola Crescenzo presentato al San Diego Festival. 
Sul piccolo schermo debutta nel 2010 diretto da Enrico Oldoini in Un passo dal cielo. Sempre nello stesso anno prende parte a Ho sposato uno sbirro 2 diretto da Andrea Barzini, a Cenerentola diretto da Christian Duguay (in lingua inglese) e a La Certosa di Parma diretto da Cinzia TH Torrini. Successivamente Andrea Costantini lo sceglie per Il commissario Rex (quinta stagione). Nella serie di Freemantlemedia Non uccidere interpreta il commissario Politi diretto da Giuseppe Gagliardi, mentre nel 2019/2020 lavora nella serie Giustizia per tutti diretto da Maurizio Zaccaro.
Insegna stabilmente recitazione presso PAV Performing Arts Village di Saronno.

## Filmografia

### Cinema
- Bloom, regia di Stefano Obino (2001) - Cortometraggio
- Il vangelo secondo Precario, regia di Stefano Obino (2005)
- Extra, regia di Paola Crescenzo (2008) - Cortometraggio
- Miracolo segreto, regia di Fulvio Pisano (2008) - Cortometraggio
- Appunti di viaggio, regia di Marina Spada (2008) -Cortometraggio
- Ripopolare la reggia, regia di Peter Greenaway (2008)
- Ero in guerra ma non lo sapevo, regia di Fabio Resinaro (2022)

### Televisione
- Vivere, regia di Registi Vari (2002)
- Un passo dal cielo , regia di Enrico Oldoini (2010)
- Ho sposato uno sbirro (seconda stagione), regia Andrea Barzini (2010)
- Cenerentola, regia di Christian Duguay (2010)
- La Certosa di Parma, regia di Cinzia TH Torrini(2010)
- Il commissario Rex (quinta stagione), regia di Andrea Costantini (2011)
- Non uccidere, regia di Giuseppe Gagliardi (2015)
- SnowBlack, regia di Giovanni Bedeschi (2021)
- Giustizia per tutti, regia di Maurizio Zaccaro (2022)
- Hanno ucciso l'Uomo Ragno - La leggendaria storia degli 883 , regia di Alice Filippi - miniserie TV, puntata 3 (2024)

## Teatro
- Il ritratto di Dorian Gray, regia di Jurij Alschitz (1998)
- La commedia delle vanità, regia di Giorgio Pressburger (1999)
- Nicht so aber so, regia di Maurizio Schmidt (1999)
- I nomi, regia di Giorgio Marini (2000)
- Lady in the Dark, regia di Giorgio Marini (2000-2001)
- La tragedia dell'uomo, regia di Massimo Navone (2000)
- Tre sorelle, regia di Carmelo Rifici (2001)
- Woyzeck, regia di Alberto Cavecchi (2001)
- Cos'è l'amore, regia di Claudio Longhi (2002-2004)
- La peste, regia di Claudio Longhi (2004)
- Il convitato di pietra, regia di Piotr Fomenko (2005)
- La tardi ravveduta, regia di Carmelo Rifici (2006)
- Le troiane, regia di Adriana Innocenti (2006)
- Il respiro, regia di Luigi Guaineri (2006)
- La mente sola, un mosaico di lettere, regia di Luca Ronconi (2006)
- Fahrenheit 451, regia di Luca Ronconi (2007)
- L'antro delle ninfe, regia di Luca Ronconi (2007-2008)
- Itaca, regia di Luca Ronconi (2007-2008)
- Lezioni da Ibsen, regia di Luca Ronconi (2008)
- Riccardo III, regia di Antonio Mingarelli (2008)
- I pretendenti, regia di Carmelo Rifici (2009)
- Gramsci a Turi, regia di Daniele Salvo (2009)
- Love and Money, regia di Bruno Fornasari (2009)
- Tutto ciò avendo i polsi legati, regia di Michele Maccagno (2011)
- Il suggeritore, regia di Bruno Fornasari (2011)
- Santa Giovanna dei Macelli, regia di Luca Ronconi (2012)
- Push Up, regia di Bruno Fornasari (2012)
- L'ispettore generale, regia di Damiano Michieletto (2013-2014)
- I rusteghi, regia di Giuseppe Emiliani (2015)
- Giulio Cesare, regia di Alex Rigola (2016-2017)
- Freud o l'interpretazione dei sogni, regia di Federico Tiezzi (2017-2018)
- La dodicesima notte, regia di Laura Angiulli (2018-2019)
- Eracle Odiatore, regia di Gianpiero Borgia (2018)
- Edoardo II, regia di Laura Angiulli (2019)
- Zio Vanja, regia di Alex Rigola (2019)
- L'affollata solitudine del campione, regia di Gian Luca Favetto (2019)
- L'uomo che ride, regia di Gigi Dall'Aglio (2020)
- Giulio Cesare, regia di Michele Maccagno (2020)

## Spot
- Coop Italia: L'assaggio, regia Matteo Pellegrini (2003)
- FIAT: Il papocchio (2005)
- 892-892 (2006)

## Doppiaggio
- Kiss of Life, regia di Emily Young (2003)
- Qui a tué Bambi?, regia di Gilles Marchand (2003)

## Premi
- Premio Wanda Capodaglio (2001)
- Premio Nazionale Franco Enriquez come migliore attore (2017)